# 로마식 경례

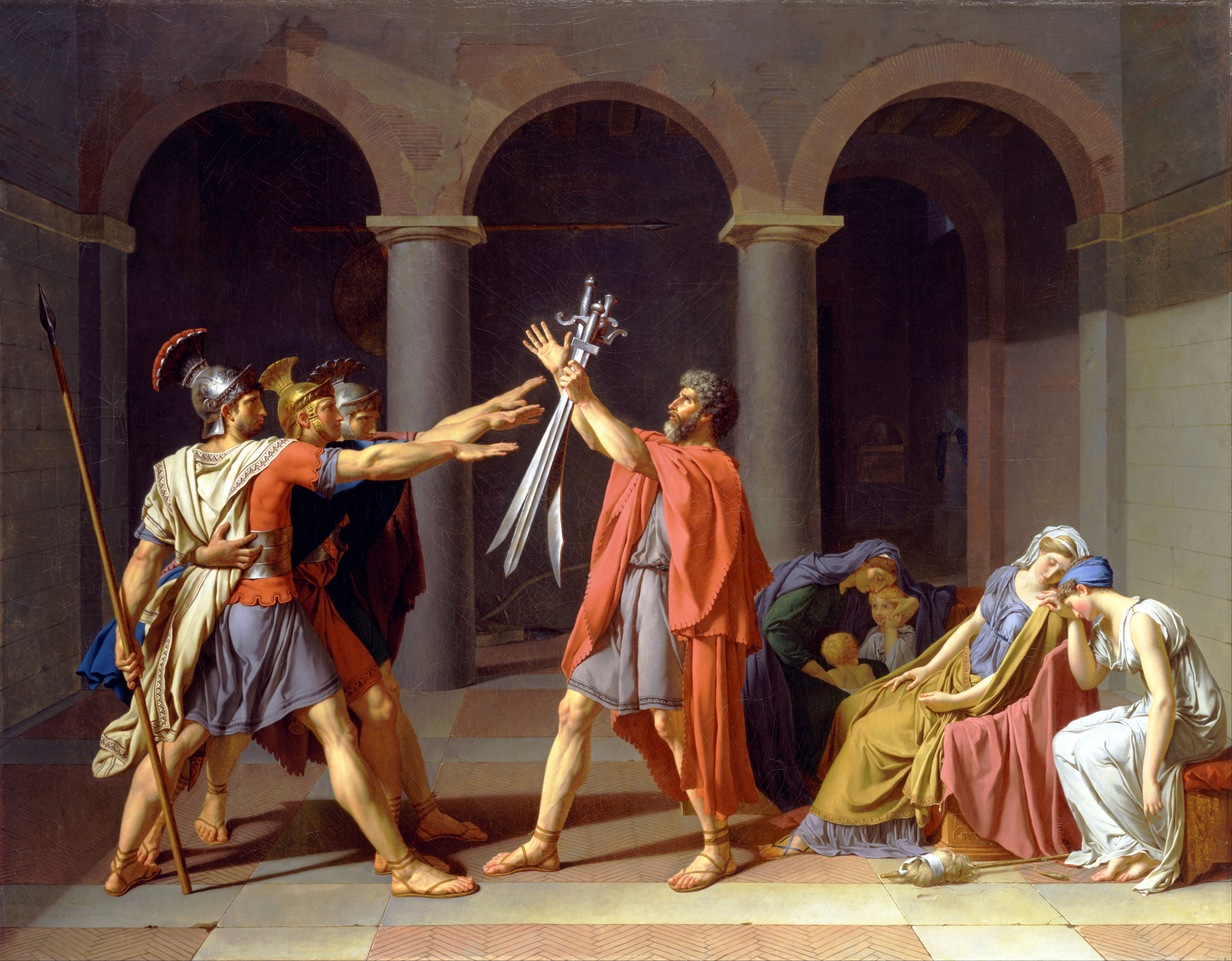
호라티우스 형제의 맹세에서 볼 수 있는 로마식 경례 (자크 루이 다비드, 1784년)

로마식 경례(이탈리아어: saluto romano, 영어: Roman salute)는 로마 제국의 로마 군단의 경례 방식으로 팔을 앞으로 펴서 손바닥을 아래로 손가락을 뻗는다. 이후 파시즘의 상징으로 유명하게 되고, 나치 경례로 파생된다.

## 같이 보기
- 올림픽 상징
- 불끈 쥔 주먹